# Cobalt (cratera)
Cobalt é uma cratera marciana. Tem como característica 11.5 quilômetros de diâmetro. Deve o seu nome a East Hampton, uma cidade em Connecticut, nos Estados Unidos.